# Tomáš Anzari
Tomáš Anzari (* 24. Juni 1970 in Třinec, Tschechoslowakei) ist ein ehemaliger tschechischer Tennisspieler.

## Karriere
Der Doppelspezialist begann seine Profikarriere 1989 und gewann bis 2003, seinem Rücktritt, 14 ATP-Challenger-Titel. Sein größter Erfolg war das Erreichen des Finales auf der ATP Tour 1992 in München.
Die höchsten Weltranglistennotierungen erreichte er im Einzel im August 1991 mit Rang 134 und im Doppel im Februar 1993 mit Platz 80.

## Erfolge
| Legende                                               |
| Grand Slam                                            |
| Tennis Masters Cup                                    |
| ATP Masters Series                                    |
| ATP Championship Series ATP International Series Gold |
| ATP World Series ATP International Series             |
| ATP Challenger Series (14)                            |

### Doppel

#### Turniersiege

##### ATP Challenger Series
| Nr. | Jahr              | Turnier         | Belag     | Partner            | Finalgegner                        | Ergebnis        |
| --- | ----------------- | --------------- | --------- | ------------------ | ---------------------------------- | --------------- |
| 1.  | 28. Januar 1990   | Heilbronn       | Teppich   | David Rikl         | Byron Talbot Jörgen Windahl        | 7:6, 7:6        |
| 2.  | 4. März 1990      | Kairo           | Sand      | David Rikl         | Eduardo Masso Christian Miniussi   | 6:3, 6:7, 7:5   |
| 3.  | 8. April 1990     | Saragossa       | Sand      | David Rikl         | Carlos Costa Spanien               | 6:3, 7:6        |
| 4.  | 21. April 1991    | Porto (1)       | Sand      | Dmytro Poljakow    | Paul Haarhuis Mark Koevermans      | 3:6, 6:3, 6:4   |
| 5.  | 7. Juli 1991      | Porto (2)       | Sand      | Josef Čihák        | Juan Carlos Báguena Andrés Gómez   | 7:5, 6:2        |
| 6.  | 18. August 1991   | Pescara         | Sand      | Josef Čihák        | Johan Donar John Sobel             | 6:3, 6:4        |
| 7.  | 26. April 1992    | Porto (3)       | Sand      | Carl Limberger     | Brian Devening Bent-Ove Pedersen   | 3:6, 6:1, 6:4   |
| 8.  | 11. Oktober 1992  | Reggio Calabria | Sand      | Brent Haygarth     | João Cunha e Silva Dmytro Poljakow | 6:4, 7:6        |
| 9.  | 8. Mai 1994       | Cali            | Sand      | João Cunha e Silva | Bill Behrens Kirk Haygarth         | 7:6, 3:6, 6:3   |
| 10. | 27. November 1994 | Rogaška Slatina | Teppich   | Jan Kodeš Jr.      | Barry Cowan Andrew Richardson      | 6:4, 6:3        |
| 11. | 22. Juni 1997     | Zagreb          | Sand      | David Roditi       | Brandon Coupe Paul Rosner          | 3:6, 7:6, 7:6   |
| 12. | 3. August 1997    | Posen           | Sand      | David Rikl         | Jordi Burillo László Markovits     | 6:3, 6:2        |
| 13. | 12. Dezember 1999 | Jaipur          | Rasen     | Satoshi Iwabuchi   | Ivo Karlović Juri Schtschukin      | 7:66, 4:6, 7:65 |
| 14. | 5. März 2000      | Mumbai          | Hartplatz | Satoshi Iwabuchi   | Maxime Boyé Jonathan Erlich        | 7:69, 6:4       |

#### Finalteilnahmen
| Nr. | Jahr        | Turnier | Belag | Partner        | Finalgegner               | Ergebnis      |
| --- | ----------- | ------- | ----- | -------------- | ------------------------- | ------------- |
| 1.  | 3. Mai 1992 | München | Sand  | Carl Limberger | David Adams Menno Oosting | 6:3, 5:7, 3:6 |